# Hadena sejuncta
Hadena sejuncta är en fjärilsart som beskrevs av Herrich-Schäffer 1849. Hadena sejuncta ingår i släktet Hadena och familjen nattflyn. Inga underarter finns listade i Catalogue of Life.